# Cisterna del quilo

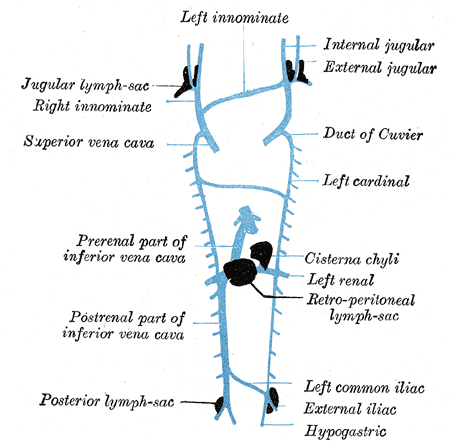
En la imagen se distingue la cisterna del quilo

La cisterna del quilo, también llamada cisterna de Pecquet, es un área receptora de la linfa proveniente de tres vasos linfáticos mayores (el tronco intestinal y los troncos lumbares), y se continua superiormente por el conducto torácico. Los troncos lumbares derecho e izquierdo transportan la linfa de las extremidades inferiores, la pelvis, los riñones, las glándulas suprarrenales y los linfáticos profundos de las paredes abdominales.
No siempre se encuentra presente, y cuando se presenta se localiza posterior a la aorta y anterior a los cuerpos de la primera y segunda vértebras lumbares. 
La cisterna del quilo, recibe el quilo rico en grasas desde los intestinos, actuando así como conducto para los productos lipídicos de la digestión. Esto sucede mediante un vaso linfático modificado para la absorción de grasas, que es el vaso quilífero, ubicado en los pliegues del intestino delgado. Esas grasas entran en el vaso adoptando forma de quilomicrones, que son emulsiones de grasas rodeadas por proteínas. 
Las grasas tendrán que pasar a través de los ganglios abdominales y llegar hasta la cisterna del quilo donde seguirán avanzando por el conducto torácico. 